# خط طيفي

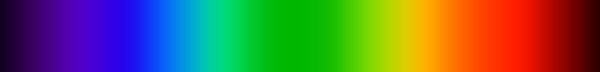
طيف ضوء الشمس ؛ وهو يتكون من خطوط تكاد تكون متلاصقة.

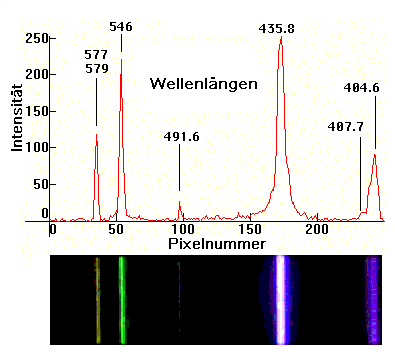
طيف ضوء مصباح الزئبق. تبين الصورة السفلى خطوط الطيف المميزة للزئبق. ويبين الشكل العلوي طول الموجة بالنانومتر لكل خط (المحور الأفقي)، وشدة الضوء لكل خط (المحور الرأسي).

الخط الطيفي هو منطقة أضعف أو أقوى في طيف سيبدو بدونها منتظماً ومستمراً. وقد ينتج عن انبعاث أو امتصاص الضوء في نطاق تردد ضيق، مقارنة بالترددات القريبة. يتكون طيف الشمس مثلا أو طيف نجم عند رؤيته وتحليله تحليلا طيفيا من مجموعات خطوط متوازية متعاقبة تبدأ بلون الضوء الأحمر فالبرتقالي فالأصفر إلى الأخضر والأزرق إلى البنفسجي . تلك هي خطوط الطيف المرئي، وكل منها لها طول موجة معينة، تعتمد على نوع العنصر الذي يبعثها . فإذا شاهدنا طيف الشمس وقمنا بتحليله وجدنا أن معظم خطوط طيفه تنتمي إلى انبعاثات ضوئية من الهيدروجين وقليل من الخطوط تحمل «بصمة» غاز الهيليوم ، وهما المكونان الرئيسان للشمس.
من هنا اكتسبت طريقة المطيافية طريقة لفهم مكونات النجوم والشموس والمجرات، وهي تساعد علماء الفلك على استنباط مكونات تلك الأجرام عن طريق تحليل ما يأتي إلينا منها من ضوء.
كذلك المطيافية المستخدمة معمليا تساعد الكيميائي والفيزيائي على استنباط خواص العناصر والمركبات، وتستخدم أيضا في تحليل المركبات وغيرها.

## اقرأ أيضا
- طيف (فيزياء)
- مطيافية
- تأثير زيمان